# Вокена (Каліфорнія)
Вокена (англ. Waukena) — переписна місцевість (CDP) в США, в окрузі Туларе штату Каліфорнія. Населення — 80 осіб (2020).

## Географія
Вокена розташована за координатами 36°8′10″ пн. ш. 119°30′40″ зх. д. / 36.13611° пн. ш. 119.51111° зх. д. (36.136112, -119.510977).  За даними Бюро перепису населення США у 2010 році переписна місцевість мала площу 2,44 км², уся площа — суходіл.

## Демографія
Згідно з переписом 2010 року, у переписній місцевості мешкало 108 осіб у 37 домогосподарствах у складі 25 родин. Густота населення становила 44 особи/км².  Було 45 помешкань (18/км²).
Расовий склад населення:
| - 79,6 % — білих - 2,8 % — корінних американців - 17,6 % — осіб інших рас |

До двох чи більше рас належало 0,0 %. Частка іспаномовних становила 41,7 % від усіх жителів.
За віковим діапазоном населення розподілялося таким чином: 31,5 % — особи молодші 18 років, 62,0 % — особи у віці 18—64 років, 6,5 % — особи у віці 65 років та старші. Медіана віку мешканця становила 30,3 року. На 100 осіб жіночої статі у переписній місцевості припадало 125,0 чоловіків;  на 100 жінок у віці від 18 років та старших — 89,7 чоловіків також старших 18 років.
Середній дохід на одне домашнє господарство  становив 58 044 долари США (медіана — 36 750), а середній дохід на одну сім'ю — 67 251 долар (медіана — 45 750). За межею бідності перебувало 12,6 % осіб, у тому числі 7,5 % дітей у віці до 18 років та 15,4 % осіб у віці 65 років та старших.
Цивільне працевлаштоване населення становило 54 особи. Основні галузі зайнятості: сільське господарство, лісництво, риболовля — 37,0 %, науковці, спеціалісти, менеджери — 20,4 %, публічна адміністрація — 18,5 %.